# قضیه موررا

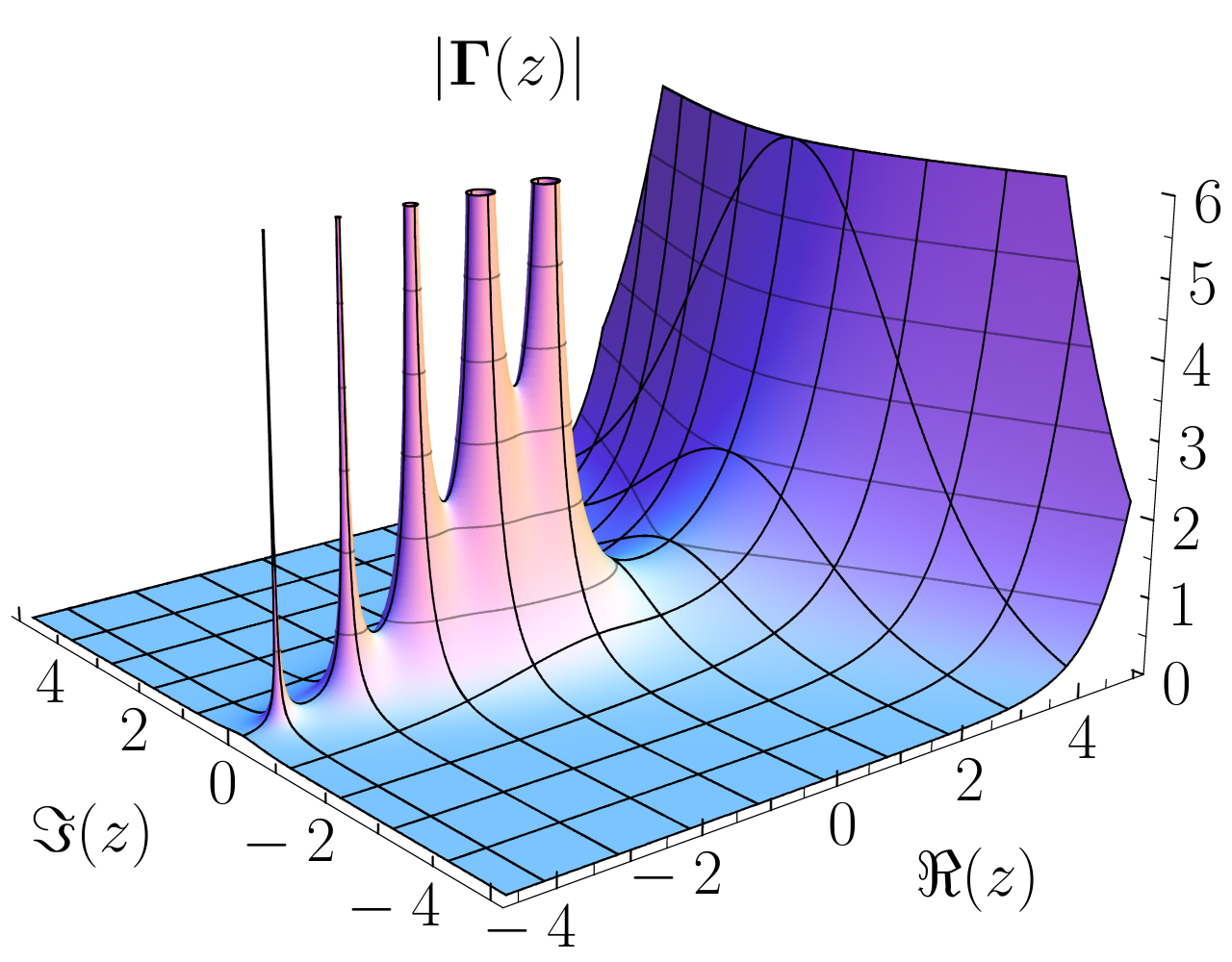
Morera's Theorem

قضیه موررا (به انگلیسی: Morera's Theorem) بیانگر این مسئله است که اگر تابع مختلط ‎f(z)‎ در روی ناحیه همبند ساده D در صفحه مختلط پیوسته باشد و معادلهٔ زیر را برای هر منحنی بسته دلخواه c ارضا کند:
{\displaystyle \oint _{c}f(z)\,dz=0}
آنگاه تابع f در روی D هولومورفیک است.
این قضیه به نام جاچینتو موررا ریاضی‌دان ایتالیایی نامگذاری شده‌است.